# Élection à la direction du Parti conservateur britannique de 1995
L'élection à la direction du Parti conservateur de 1995 pour élire le nouveau chef du Parti conservateur en raison de la contestation du premier ministre et chef du parti, John Major. Ce dernier démissionne afin de provoquer un vote. Le secrétaire d'État pour le Pays de Galles, John Redwood affronte le premier ministre et chef du parti.
John Major est réélu chef du parti avec 218 voix soit 3 voix d'avance sur son objectif personnel fixé à 215 suffrages. Par ailleurs, il obtient la majorité absolue des suffrages et les 15 % d'avance nécessaire pour être élu au 1er tour.

## Résultats
| Candidats    | Candidats   | Vote des députés   | Vote des députés   |
| Candidats    | Candidats   | 1er tour 4 juillet | 1er tour 4 juillet |
| Candidats    | Candidats   | Votes              | %                  |
| ------------ | ----------- | ------------------ | ------------------ |
|              | John Major  | 218                | 66,3               |
| John Redwood | 89          | 27,1               |                    |
|              | Abstention  | 10                 | 3,0                |
|              | Blancs/nuls | 12                 | 3,6                |
| Total        | Total       | 329                | 100                |